# 梅德福萊克斯 (新澤西州)
梅德福萊克斯（英語：Medford Lakes）是位於美國新澤西州伯靈頓縣的自治市鎮。

## 人口
根據2020年美國人口普查的數據，梅德福萊克斯的面積為3.29平方千米，當中陸地面積為2.95平方千米，而水域面積為0.34平方千米。當地共有人口4264人，而人口密度為每平方千米1,296人。